# Bárbara Abarca
Bárbara Abarca fue una escritora del siglo XVII.
Tenía una hermana, Esperanza, y Serrano y Sanz, en sus Apuntes para una biblioteca de escritoras españolas desde el año 1401 al 1833, las presupone a ambas solteras en 1608.
Unos versos suyos figuran en Fiestas que la insigne ciudad de Valencia ha hecho por la beatificación del Santo Fray Luis Beltrán, libro impreso en 1608 por Pedro Patricio Mey. Bajo el título de Del heroyco valenciano..., dicen así:

Del heroyco valenciano
la vida clarificada
con resplandor soberano,
de ingenio que fuere humano
mal puede ser alabada.
Mal se pueden referir
las virtudes y el biuir
de Bertran fogoso sieruo,
pues qual de beuer el cieruo,
tuuo la sed de ser [...].

Con velocidad de gamo
siruió de diuersos modos
a Iesu Christo su amo,
siendo celestial reclamo
porque le siruiessen todos.

De su criador querido,
famoso criado ha sido,
perseguidor de los vicios,
inuentor de mil servicios
con que Dios fuesse seruido.

La sangre el crucificado
por este sieruo fiel
vezes sie[...]e ha derramado
y el sieruo de muy buen grado
mas de setenta por el.
Que en sus carnes tan benignas
con las duras diciplinas,
por su amo y su Señor
hizo de roxo sudor
muchas fuentes peregrinas.

Si Dios de caridad lleno
hiel y vinagre gustó
Bertran con rostro sereno
vn gran vaso de veneno
con fe y charidad beuio.
Con esta mortal beuida
a millares dio la vida
de los barbaros indianos,
ved si son seruicios vanos
ganar gente tan perdida.

De su Religion sagrada
gran contraria de Lutero,
era con Boz denodada
Bertran penetrante espada,
y fuerte escudo de azero.
De Domingo el fundador,
pudo ser competidor,
pues fue con summos fervores,
de tantos Predicadores
singular Predicador.